# Olvés (kommunhuvudort)
Olvés är en kommunhuvudort i Spanien.   Den ligger i provinsen Provincia de Zaragoza och regionen Aragonien, i den nordöstra delen av landet, 190 km nordost om huvudstaden Madrid. Olvés ligger 795 meter över havet och antalet invånare är 130.
Terrängen runt Olvés är lite kuperad, och sluttar norrut. Runt Olvés är det mycket glesbefolkat, med 5 invånare per kvadratkilometer. Närmaste större samhälle är Calatayud, 12,6 km norr om Olvés. Omgivningarna runt Olvés är i huvudsak ett öppet busklandskap.